# Лейк-Робертс-Гайтс (Нью-Мексико)
Лейк-Робертс-Гайтс (англ. Lake Roberts Heights) — переписна місцевість (CDP) в США, в окрузі Грант штату Нью-Мексико. Населення — 22 особи (2020).

## Географія
Лейк-Робертс-Гайтс розташований за координатами 33°1′37″ пн. ш. 108°8′17″ зх. д. / 33.02694° пн. ш. 108.13806° зх. д. (33.027078, -108.138148).  За даними Бюро перепису населення США в 2010 році переписна місцевість мала площу 1,98 км², уся площа — суходіл.

## Демографія
Згідно з переписом 2010 року, у переписній місцевості мешкали 32 особи в 16 домогосподарствах у складі 12 родин. Густота населення становила 16 осіб/км².  Було 28 помешкань (14/км²).
Расовий склад населення:
| - 96,9 % — білих - 3,1 % — корінних американців |

До двох чи більше рас належало 0,0 %. Частка іспаномовних становила 0,0 % від усіх жителів.
За віковим діапазоном населення розподілялося таким чином: 6,2 % — особи молодші 18 років, 65,7 % — особи у віці 18—64 років, 28,1 % — особи у віці 65 років та старші. Медіана віку мешканця становила 60,7 року. На 100 осіб жіночої статі у переписній місцевості припадало 128,6 чоловіків;  на 100 жінок у віці від 18 років та старших — 130,8 чоловіків також старших 18 років.
Цивільне працевлаштоване населення становило 12 особи. Основні галузі зайнятості: освіта, охорона здоров'я та соціальна допомога — 100,0 %.